# Beleriand
Beleriand is een prominente regio in de door J.R.R. Tolkien verzonnen geschiedenis van het continent Midden-aarde.
Het is de naam van het land waar de Elfen huisden ten tijde van de Eerste Era en oorlog voerden met Morgoth. Beleriand is Sindarijns voor 'land van Balar', wat een verwijzing is naar het eiland Balar.
Oorspronkelijk werd de naam gebruikt voor de gebieden rondom de mondingen van de Sirion en de baai van Balar, maar later zou het een veel groter gebied omvatten. In het noorden werd het gebied begrensd door een aantal berg- en heuvelruggen. De Blauwe Bergen markeerden de Oostelijke grenzen, waar de grote zee Belegaer dat in het westen deed. In het zuiden lag het grote woud Taur-im-Duinath. Beleriand werd doormidden gespleten door de machtige rivier de Sirion.
Veel van de gebeurtenissen zoals verhaald in de Silmarillion vinden plaats in Beleriand. Toen de Elfen net ontwaakt waren bij het meer Cuiviénen was de Vala Oromë de eerste die hen vond. De Valar vroegen de Elfen zich bij hen te voegen aan de overkant van de oceaan, in de magische landen van Aman. Niet alle Elfen gaven gehoor aan deze oproep en van hen die dat wel deden bleven er tijdens de reis ook een aantal achter in Midden-aarde. De bekendste onder hen waren de Sindar, die het koninkrijk Doriath stichtten in Beleriand. Naast de Sindar bleven ook de Nandor en de Falathrim achter.
Nadat Morgoth de silmarillen had geroofd en Finwë had gedood besloten de Noldor wraak te nemen en hem achterna te jagen. Onder de leiding van Fëanor en Fingolfin vertrok dit volk naar Beleriand, de raad van de Valar in de wind slaand. De komst van de Noldor veranderde het politieke landschap in Beleriand en vele nieuwe koninkrijken ontstonden. Hiermee begon ook de lange oorlog van de Elfen tegen Morgoth. Na vele jaren van strijd wist laatstgenoemde de overhand te krijgen en alleen doordat Eärendil de Valar wist te bewegen de in nood verkerende volken van Midden-aarde een helpende hand te bieden, en dan was het nog alleen maar omdat de Edain, die onschuldig waren en zomaar begonnen mee te vechten, moesten worden gered, kon Morgoth overwonnen worden. Deze laatste oorlog van de eerste Era, de Oorlog van Gramschap, was zo vernietigend dat Beleriand voor het grootste gedeelte werd verwoest. 
Na de verwoesting lag het land er gebroken bij. De meeste elfen (die niet naar het westen gingen) en mensen trokken naar de oostelijke landen. Later, na de verwoesting van Numenor verdwenen de gebieden van Beleriand onder de zee. Slechts enkele bergtoppen bleven als eiland zichtbaar. En ook het oosten, het land waar Beren en Luthien hadden gewoond, dat grensde aan de Blauwe Bergen, bleef gespaard. Op de kaarten van Midden-aarde in de latere era's zijn nog slechts kleine gedeelten over van het eens uitgestrekte land.
Ten tijde van de Oorlog om de Ring liggen de Blauwe Bergen ten westen van de Gouw. Zij vormen samen met Lindon het laatste restant van Beleriand.
Tolkiens wereld was niet van de een op andere dag gereed en kende dan ook vele revisies. Beleriand kende tijdens deze ontwikkeling dan ook vaak andere namen. Deze luidden:
Arsiriand, Belaurien, Bladorinand, Broceliand, Broseliand, Geleriand, Golodhinand, Lassiriand, Noldórinan en Ossiriand. Ossiriand zou later een deelgebied van Beleriand worden.
Aman · Belegaer · Beleriand · Cuiviénen · Eriador · Forod · Gondor · Harad · Hildórien · Mordor · Númenor · Rhovanion · Rhûn